# Championnats d'Europe de boxe amateur 1965
Navigation
Édition précédente Édition suivante
La 16e édition des championnats d'Europe de boxe amateur s'est déroulée à Berlin-Est, RDA, du 21 au 29 mai 1965. 

## Résultats

### Podiums
| Catégories                    | Or                   | Argent            | Bronze                               |
| Poids mouches (-51 kg)        | Johann Freistadt     | Hubert Skrzypczak | Constantin Ciucă John McCluskey      |
| Poids coqs (-54 kg)           | Oleg Grigoryev       | Jan Gałązka       | Nicolae Giju Horst Rascher           |
| Poids plumes (-57 kg)         | Stanislav Stepashkin | Brunon Bendig     | Wolfgang Hübner Ken Buchanan         |
| Poids légers (-60 kg)         | Velikton Barannikov  | Józef Grudzień    | James McCourt Antoniu Vasile         |
| Poids super-légers (-63,5 kg) | Jerzy Kulej          | Preben Rasmussen  | Ermanno Fasoli Rupert König          |
| Poids welters (-67 kg)        | Richardas Tamulis    | Luigi Patruno     | Detlef Dahn Vladimír Kučera          |
| Poids super-welters (-71 kg)  | Viktor Ageyev        | Angel Doitchev    | Anton Schnedl Mario Casati           |
| Poids moyens (-75 kg)         | Valeriy Popenchenko  | William Robinson  | Lucjan Słowakiewicz Wolfgang Trodler |
| Poids mi-lourds (-81 kg)      | Danas Pozniakas      | Peter Gerber      | Bernd Anders Béla Horváth            |
| Poids lourds (+81 kg)         | Aleksandr Isossimov  | Kiril Pandov      | Dušan Rybanský Ernő Szénási          |

### Tableau des médailles
| Place | Pays                 | Médaille d'or, Europe | Médaille d'argent, Europe | Médaille de bronze, Europe | Total |
| ----- | -------------------- | --------------------- | ------------------------- | -------------------------- | ----- |
| 1     | Union soviétique     | 8                     | 0                         | 0                          | 8     |
| 2     | Pologne              | 1                     | 4                         | 1                          | 6     |
| 3     | Allemagne de l'Ouest | 1                     | 1                         | 1                          | 3     |
| 4     | Bulgarie             | 0                     | 2                         | 0                          | 2     |
| 5     | Italie               | 0                     | 1                         | 2                          | 3     |
| 6     | Danemark             | 0                     | 1                         | 0                          | 1     |
| 6     | Angleterre           | 0                     | 1                         | 0                          | 1     |
| 8     | Allemagne de l'Est   | 0                     | 0                         | 4                          | 4     |
| 9     | Roumanie             | 0                     | 0                         | 3                          | 3     |
| 10    | Écosse               | 0                     | 0                         | 2                          | 2     |
| 10    | Australie            | 0                     | 0                         | 2                          | 2     |
| 10    | Hongrie              | 0                     | 0                         | 2                          | 2     |
| 10    | Tchécoslovaquie      | 0                     | 0                         | 2                          | 2     |
| 14    | Irlande              | 0                     | 0                         | 1                          | 1     |
| Total | 14 pays médaillés    | 10                    | 10                        | 20                         | 40    |